# Enzklösterle
Enzklösterle è un comune tedesco di 1 269 abitanti, situato nel land del Baden-Württemberg.